# Enochrus quadripunctatus
Enochrus quadripunctatus är en skalbaggsart som först beskrevs av Herbst 1797.  Enochrus quadripunctatus ingår i släktet Enochrus, och familjen palpbaggar. Arten är reproducerande i Sverige.